# 漩渦 (電影)
參數所指定的目標頁面不存在，建議更正成存在頁面或直接建立下列一個頁面（建立前請先搜尋是否有合適的存在頁面可以取代）：
- 漩涡 (1978年电影)

《漩涡》是由Higuchinsky根据伊藤润二的漫画《漩涡》執導的一部作品。在2000年於日本上映，该电影讲的是高中生五岛桐绘的家乡遭遇了很多奇怪的诅咒的故事。该电影并未受到特别多的好评。

## 故事
一日，五岛桐绘通过其好友秀一的谈话中，逐渐得知了他的故乡似乎是正在受到诅咒，并且彼此的父亲也开始痴迷于漩涡的图案。而彼此因为都有家人，所以他们目前决定先不离开这里，而是想办法解除诅咒。
但是其后的发展却越来越糟糕，越来越多村落的人都被漩涡诅咒，身体的一部分或者是全部都变成了类似于漩涡的诅咒，不仅如此，秀一的父亲也因为痴迷漩涡而死，其母亲也因为很多漩涡类型的图案而发疯。
并且秀一最后也因为诅咒而变成了怪物……
不过本电影在制作的时候，漫画还没有连载完。

## 演員表
- 初音映莉子
- 휘황
- 大杉涟
- 高桥惠子
- 佐伯日菜子
- 诹访太朗
- 申恩庆
- 阿部隆史
- 三轮明日美
- 高野八诚
- 堀内正美
- 瑞木智乃 [5]

## 外部連結
- 烂番茄链接 （页面存档备份，存于）
- 互联网电影数据库（IMDb）上《漩涡》的资料（英文）
- 豆瓣链接 （页面存档备份，存于）